# Sublimazione termica

## Il processo di stampa
L'inchiostro per le stampanti a sublimazione è tenuto su di un nastro in cellophane, contenente quattro quadri per i tre pigmenti e il materiale protettivo. Ogni quadro è delle dimensioni del supporto su cui viene effettuata la stampa.
Durante il processo di stampa il nastro e il supporto vengono fatti scorrere sulla testina termica. Questa testina è composta da varie resistenze termiche che possono rapidamente cambiare temperatura. La quantità di calore applicato influenza la quantità di colore trasferito al supporto.